# Ashkali

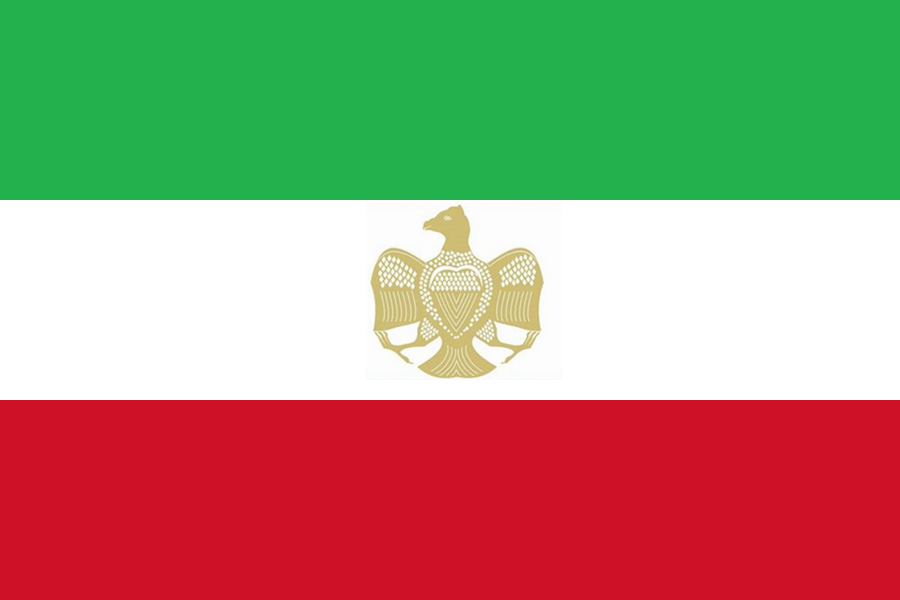
Ashkalis flagga.

Ashkali är en etnisk minoritet i Kosovo. De kallas sig också för "balkanska egyptier" eftersom de enligt vandringssägen skulle härstamma från Egypten. På Balkan finns det dock en grupp som anser sig vara egyptier. Folkgruppen kosovoska egyptier blev från jugoslaviskt håll (serbiskt håll) officiellt erkända när de deltog i Rambouilletförhandlingarna 1999. Detta gällde inte för ashkali som själva kallar sig för hashkalli. Folkgruppen hashkalli blev officiellt erkänd som folkgrupp först efter krigsslutet den 12 juni 1999. De är också albansktalande till skillnad från romer. 
Ashkali är representerade i Kosovos parlament. Sedan 2010 är deras representant Danush Ademi, parlamentsledamot för Partia Demokratike e Ashkanlive të Kosovës (PDAK).